# .tz
.tz (Tanzânia) é o código TLD (ccTLD) na Internet para a Tanzânia.